# New Virginia (Iowa)
New Virginia es una ciudad ubicada en el condado de Warren en el estado estadounidense de Iowa. En el Censo de 2010 tenía una población de 489 habitantes y una densidad poblacional de 408,67 personas por km².

## Geografía
New Virginia se encuentra ubicada en las coordenadas 41°10′54″N 93°43′52″O / 41.18167, -93.73111. Según la Oficina del Censo de los Estados Unidos, New Virginia tiene una superficie total de 1.2 km², de la cual 1.2 km² corresponden a tierra firme y (0%) 0 km² es agua.

## Demografía
Según el censo de 2010, había 489 personas residiendo en New Virginia. La densidad de población era de 408,67 hab./km². De los 489 habitantes, New Virginia estaba compuesto por el 99.39% blancos, el 0.2% eran afroamericanos, el 0.2% eran amerindios, el 0% eran asiáticos, el 0% eran isleños del Pacífico, el 0% eran de otras razas y el 0.2% pertenecían a dos o más razas. Del total de la población el 0.82% eran hispanos o latinos de cualquier raza.